# Бухта Нагаєва
Бу́хта Нага́єва (рос. Бухта Нагаева; колишня назва — Волок) — бухта в Тауйській губі, на півночі Охотського моря в Магаданській області Російської Федерації. Оточена горами з доволі крутими схилами. Вдається в сушу на 16 км, захищена від усіх вітрів, крім західних. Є кращою стоянкою для суден в Охотському морі. Припливи до 4 м. На побережжі місто Магадан з портом. Названа у 1912 році на честь російського гідрографа і картографа адмірала Олексія Нагаєва.